# Lafjorden (Nordkap)
Lafjorden (nordsamisk Lávvárvuotna) er en fjord i Nordkap kommune i Troms og Finnmark fylke i Norge. Fjorden går  8,5 kilometer  mod  sydvest til Námmegieddi i enden af fjorden. Der drives fiskeopdræt i fjorden.
Fjorden har indløb mellem Hysaksla i vest og Gamneset i øst. Laholmen er en lille bebyggelse på østsiden lige indenfor indløbet. Fra bunden af  fjorden stikker Lafjordnæsset mod nord i fjorden og deler den i to, Vester-Lafjorden og Øster-Lafjorden.  Fjorden er 140 meter på det dybeste, lige ud for Iselven.
Området er et typisk hytteområde og huser ingen fastboende, kun skiftende arbejdere på opdrætsanlægget bor på Laholmen en uge af gangen. Der findes ingen veje og området er kun tilgængelig  med båd.